# Cletodes hartmanae
Cletodes hartmanae är en kräftdjursart som beskrevs av Lang 1965. Cletodes hartmanae ingår i släktet Cletodes och familjen Cletodidae. Inga underarter finns listade i Catalogue of Life.